# Ебенвајлер
Ебенвајлер (њем. Ebenweiler) општина је у њемачкој савезној држави Баден-Виртемберг. Једно је од 39 општинских средишта округа Равенсбург. Према процјени из 2010. у општини је живјело 1.171 становника. Посједује регионалну шифру (AGS) 8436024.

## Географски и демографски подаци
Ебенвајлер се налази у савезној држави Баден-Виртемберг у округу Равенсбург. Општина се налази на надморској висини од 592 метра. Површина општине износи 10,1 km². У самом мјесту је, према процјени из 2010. године, живјело 1.171 становника. Просјечна густина становништва износи 116 становника/km².

## Међународна сарадња
| Мјесто | Држава    | Врста сарадње | Од    |
| ------ | --------- | ------------- | ----- |
|        | Француска | партнерство   | 1974. |
| Извор  |           |               |       |